# Olga Tereschkowa
Olga Alexejewna Tereschkowa (russisch Ольга Алексеевна Терешкова, engl. Transkription Olga Alekseyevna Tereshkova; * 26. Oktober 1984 in Schymkent, Kasachische SSR, UdSSR) ist eine ehemalige kasachische Sprinterin, die sich auf den 400-Meter-Lauf spezialisiert hatte.

## Sportliche Laufbahn
Erste Erfahrungen bei internationalen Meisterschaften sammelte Olga Tereschkowa im Jahr 2001, als sie bei den Jugendweltmeisterschaften in Debrecen in 53,82 s den vierten Platz belegte. Im Jahr darauf erreichte sie bei den Juniorenweltmeisterschaften in Kingston das Halbfinale und schied dort mit 53,76 s aus, ehe sie bei den Juniorenasienmeisterschaften in Bangkok in 54,89 s Rang vier belegte und mit der kasachischen 4-mal-400-Meter-Staffel in 3:42,44 min die Silbermedaille gewann. Anschließend nahm sie mit der Staffel erstmals an den Asienspielen in Busan teil und gewann dort in 3:31,72 min die Silbermedaille hinter dem Team aus Indien. 2003 schied sie bei den Weltmeisterschaften in Paris mit 3:31,20 min mit der Staffel im Vorlauf aus. Anschließend schied sie bei den Asienmeisterschaften in Manila mit 55,09 s in der Vorrunde über 400 Meter aus und gewann mit der Staffel in 3:32,82 min die Silbermedaille hinter dem Team aus China. Daraufhin sicherte sie sich auch die Bronzemedaille mit der Staffel bei den Afro-Asiatischen Spielen in Hyderabad. 2005 nahm sie erstmals an der Sommer-Universiade in Izmir teil und belegte dort im 400-Meter-Hürdenlauf in 57,85 s den siebten Platz und belegte mit der Staffel in 3:32,83 min den sechsten Platz. Kurz darauf wurde sie bei den Asienmeisterschaften im südkoreanischen Incheon in 52,99 s Fünfte im 400-Meter-Lauf und gewann mit der Staffel in 3:32,61 min die Silbermedaille hinter Indien.
2006 belegte sie beim IAAF World Cup in Athen in 52,57 s den siebten Platz, ehe sie bei den Asienspielen in Doha in 51,86 s die Goldmedaille im Einzelbewerb gewann und sich mit der Staffel in 3:33,86 min die Silbermedaille hinter Indien sicherte. Im Jahr darauf siegte sie bei den Studentenweltspielen in Bangkok in 51,62 s, ehe sie bei den Weltmeisterschaften in Osaka mit 54,09 s in der ersten Runde ausschied. Daraufhin gewann sie bei den Hallenasienspielen in Macau in 53,89 s die Bronzemedaille hinter der Chinesin Tang Xiaoyin und ihrer Landsfrau Tatjana Asarowa. Zudem siegte sie mit der Staffel in 3:37,59 min. Im Jahr darauf nahm sie an den Olympischen Spielen in Peking teil, verpasste dort aber mit 53,36 s den Einzug ins Halbfinale. 2009 erreichte sie bei den Militärweltmeisterschaften in Sofia im 200-Meter-Lauf das Finale, verzichtete dort aber auf einen Start, während sie im Hürdenlauf in 57,99 s den fünften Platz belegte. Anschließend belegte sie bei den Hallenasienspielen in Hanoi in 56,99 s den fünften Platz im Einzelbewerb. 2010 nahm sie ein weiteres Mal an den Asienspielen in Guangzhou teil und verteidigte dort mit 51,97 s ihren Titel im Einzelbewerb und gewann mit der Staffel in 3:30,03 min die Silbermedaille hinter dem Team aus Indien. 2011 siegte sie ursprünglich bei den Asienmeisterschaften und nahm daraufhin auch an den Militärweltspielen und der Sommer-Universiade teil, wurde aber daraufhin positiv Testosteron getestet und daraufhin für zwei Jahre bis 2013 gesperrt. 2013 wurde sie auf Methyltestosteron getestet und daraufhin lebenslänglich gesperrt.

## Persönliche Bestzeiten
- 200 Meter: 23,38 (+0,9 m/s), 20. Juni 2008 in Bischkek
  - 200 Meter (Halle): 24,50 s, 27. September 2005 in Teheran
- 400 Meter: 51,62 s, 11. August 2007 in Bangkok
  - 400 Meter (Halle): 53,89 s, 31. Oktober 2007 in Macau
- 400 m Hürden: 57,85 s, 18. August 2005 in Izmir